# Шанхайская башня
Шанхайская башня — сверхвысокое здание в районе Пудун города Шанхай в Китае. Высота здания составляет 632 м, общая площадь — 380 тыс. м². Рядом с небоскребом стоят башня Цзинь Мао и Шанхайский всемирный финансовый центр.
По завершении строительства в 2015 году оно стало высочайшим зданием и сооружением в Шанхае и Китае, высочайшим зданием в Восточной Азии, а в мире по высоте вторым небоскрёбом и третьим свободно стоящим сооружением, после небоскрёба Бурдж Халифа (828 м) в Дубае и телебашни Небесное дерево Токио (634 м). В 2016 году его должен был обогнать строящийся Международный финансовый центр Пинань в городе Шэньчжэнь, но в последний момент его высота была уменьшена до 599 м. Также это высочайшее из неуступчатых[неизвестный термин] и кручёных зданий в мире.

## Процесс строительства
Решение о строительстве небоскреба было принято в 1993 году. После того как проект прошёл исследование по воздействию на окружающую среду, 29 ноября 2008 года состоялась церемония закладки фундамента. Чтобы укрепить грунт, были забиты 980 фундаментных свай на глубину 86 м, после чего было залито 61 000 м³ бетона толщиной 6 м в качестве основания. Фундамент был залит в марте 2010 года за 63 часа, для чего было задействовано 450 бетоносмесителей. В начале 2012 года на дорогах возле строительной площадки Шанхайской башни появились трещины. Строителей обвиняли в проседании грунта, но это, вероятно, было вызвано чрезмерным извлечением подземных вод в районе Шанхая.
3 августа 2013 года у здания Шанхайской башни был достроен самый верхний уровень .
В августе 2014 были закончены наружные работы и началась внутренняя отделка.
Первоначально открытие Шанхайской башни планировалось на ноябрь 2014 года, но состоялось 18 февраля 2015 года. Смотровые площадки были открыты для посетителей в июле 2016 года. С 26 апреля 2017 года разрешён доступ на открытую смотровую площадку на 118-м этаже на высоте 546 м (доступ на площадку платный). Стоимость постройки здания оценивается в сумму от 2,4 до 4,5 млрд долларов.

## Конструкция
Небоскреб спроектирован американской архитектурной фирмой «Gensler» во главе с китайским архитектором Чжун Ся. Шанхайская башня — комплекс, включающий в себя торговые площади, офисы, развлекательные и познавательные центры, рестораны и кафе, выставочные и конференц-залы. Отличительной особенностью Башни стал её «скрученный» фасад. Внешняя часть строения по мере увеличения высоты закручивается на 120°.
Башня состоит из центрального стержня и окружающей его внешней оболочки. Конструктивно она представляет собой девять цилиндрических зданий, уложенных друг на друга. Всё сооружение окружено внутренним слоем стеклянного фасада. Между ним и внешним слоем расположено девять внутренних зон. Каждая из них имеет свой атриум с садами, кафе, ресторанами, торговыми площадями и панорамным видом на город. В отличие от большинства зданий, у которых есть только один фасад с использованием высокоотражающего стекла, чтобы уменьшить поглощение солнечного излучения, у Шанхайской башни таких фасадов два, что исключает необходимость облицовки её отражающими материалами. На покрытие внешней части здания ушло 20 589 стеклянных панелей. Изначально планировалось сделать облицовку из бледно-зеленого стекла, но тогда вся постройка слилась бы с окружающим пейзажем, поэтому остановились на прозрачном остеклении.
Конус фасада, текстура и асимметрия, работая совместно, снижают ветровую нагрузку на здание на 24 % по сравнению с обычными параллелепипедными зданиями, что дало уменьшение на четверть количества стальных конструкций, позволив сэкономить около 58 млн долларов, и уменьшение количества стеклянных панелей на 14 %. Прозрачные внутренние и внешние оболочки здания приносят внутрь помещений максимальное количество естественного света, тем самым позволяя сэкономить электрическую энергию. Наружная обшивка изолирует здание, сокращая расход энергии для отопления и охлаждения. Спиральный парапет башни собирает дождевую воду, которая используется для отопления башни и системы кондиционирования воздуха. Ветровые турбины, находящиеся прямо под парапетом, генерируют электроэнергию для верхних этажей здания.
Самый нижний этаж выделен под исторический музей города. Его необычный интерьер и восковые фигуры отображают быт местных жителей. Жанровые эпизоды воссозданы с помощью изумрудов, нефрита, агатов, яшмы и жемчуга на огромной ширме, для создания которой был выбран натуральный камень. Цвет башни в зависимости от времени суток меняется от розового до перламутрового, ночью включается подсветка.

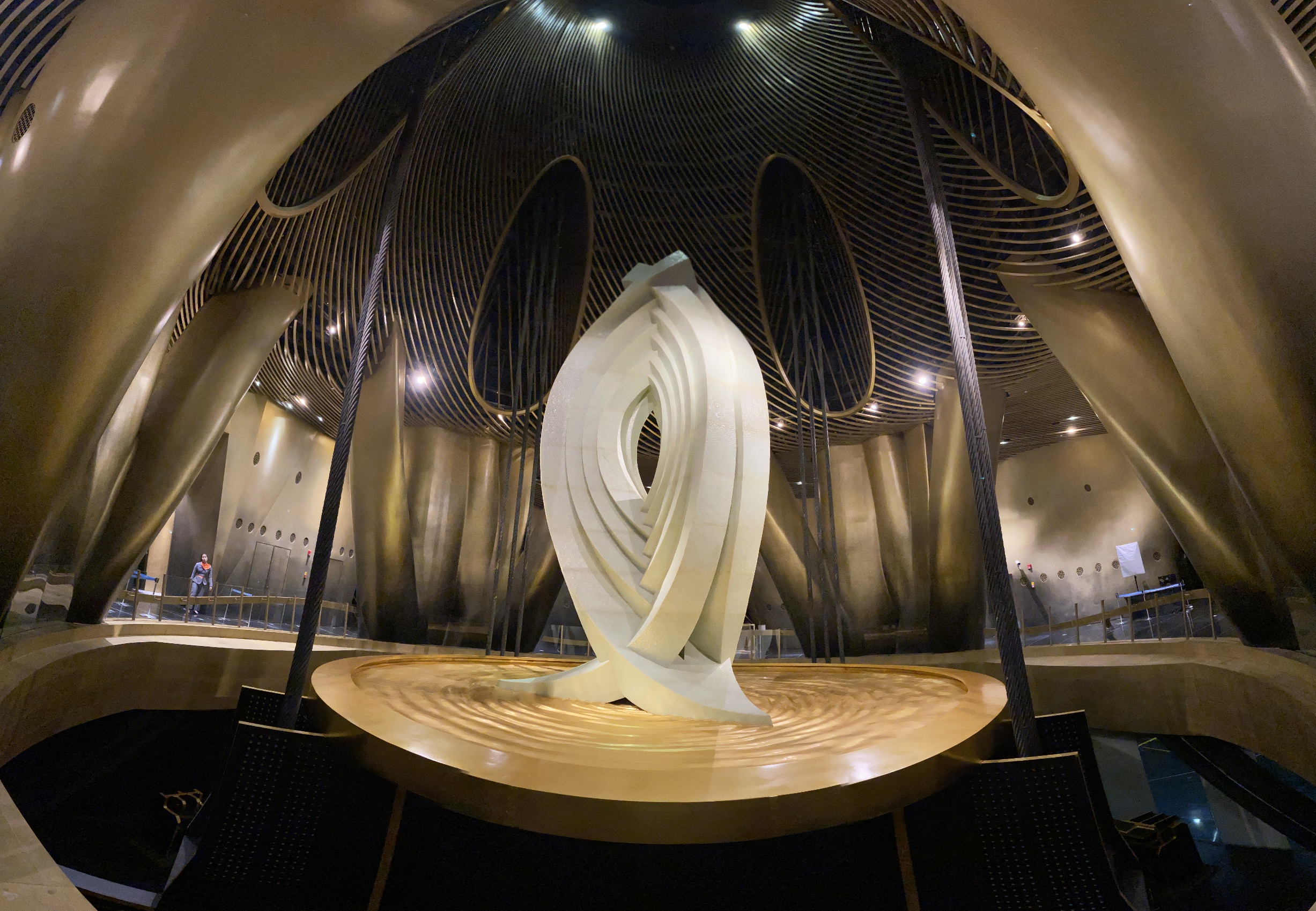
Инерционный демпфер Шанхайской башни

На момент постройки Шанхайская Башня признана самым «зеленым» небоскребом, то есть практически не наносящим вреда окружающей среде. Для создания оптимального климата внутри здания используются альтернативные источники энергии. Небоскреб был награжден самым «зелёным» рейтингом LEED Platinum. На вершине стоят 200 ветряных генераторов (это самые высокие в мире турбины), которые генерируют около 10 % электроэнергии, потребляемой зданием. Небоскреб собирает дождевую воду и повторно использует сточные воды, имеет комбинированную систему охлаждения и отопления, а также использует 43 различных энергосберегающих мер. Эти мероприятия ежегодно сокращают выбросы углекислого газа на 34 000 т, а также снижают энергопотребление на 21 %. Кроме того между внутренней и внешней облицовкой расположено «зеленое пространство», представленное в виде 24 так называемых «небесных садов».
Между 84 и 110 этажом расположен отель J-Hotel на 258 номеров. Башня предоставляет посетителям возможность увидеть город с высоты 557 м.
В верхней части здания на 125 этаже расположен инерционный демпфер (гармонический поглотитель) весом 1000 тонн, позволяющий снизить раскачивание небоскреба. Компания «Mitsubishi Electric» установила 149 подъемных механизмов, из них 108 лифтов, включая 3 высокоскоростных, способных двигаться со скоростью до 20 м/с (64 км/ч). Эти лифты, доставляющие посетителей с первого этажа до смотровой площадки на 118-м этаже, проделывает свой путь за 55 с. Это максимальная скорость, когда-либо достигнутая пассажирским лифтом, установленным в функционирующем здании, в чем башня обошла Бурдж Халифу. Здание также побило рекорд самого высокого пассажирского лифта в мире (578,5 против 504 м у дубайского небоскреба).

## Галерея

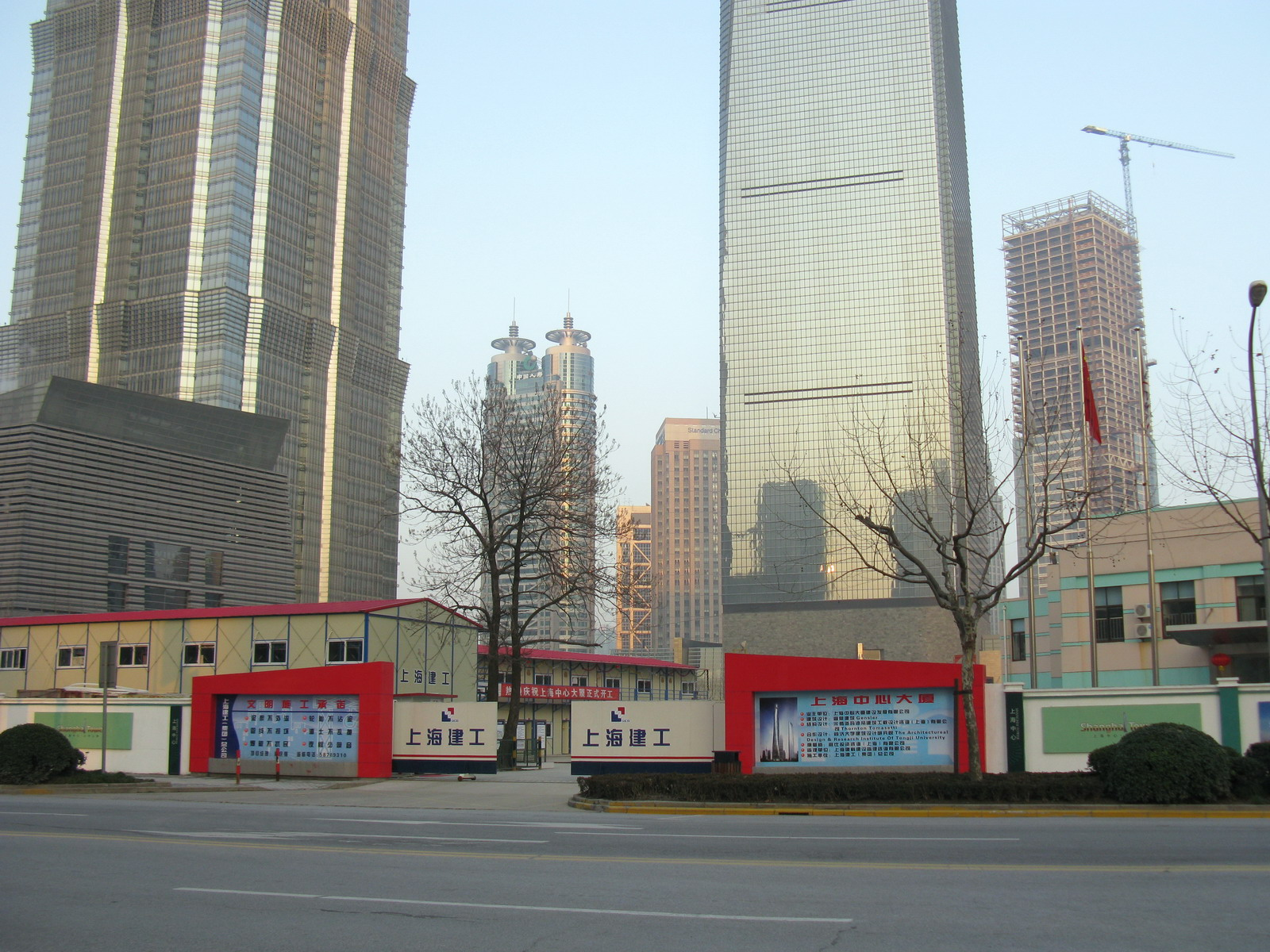
Подготовка стройплощадки (февраль 2009)
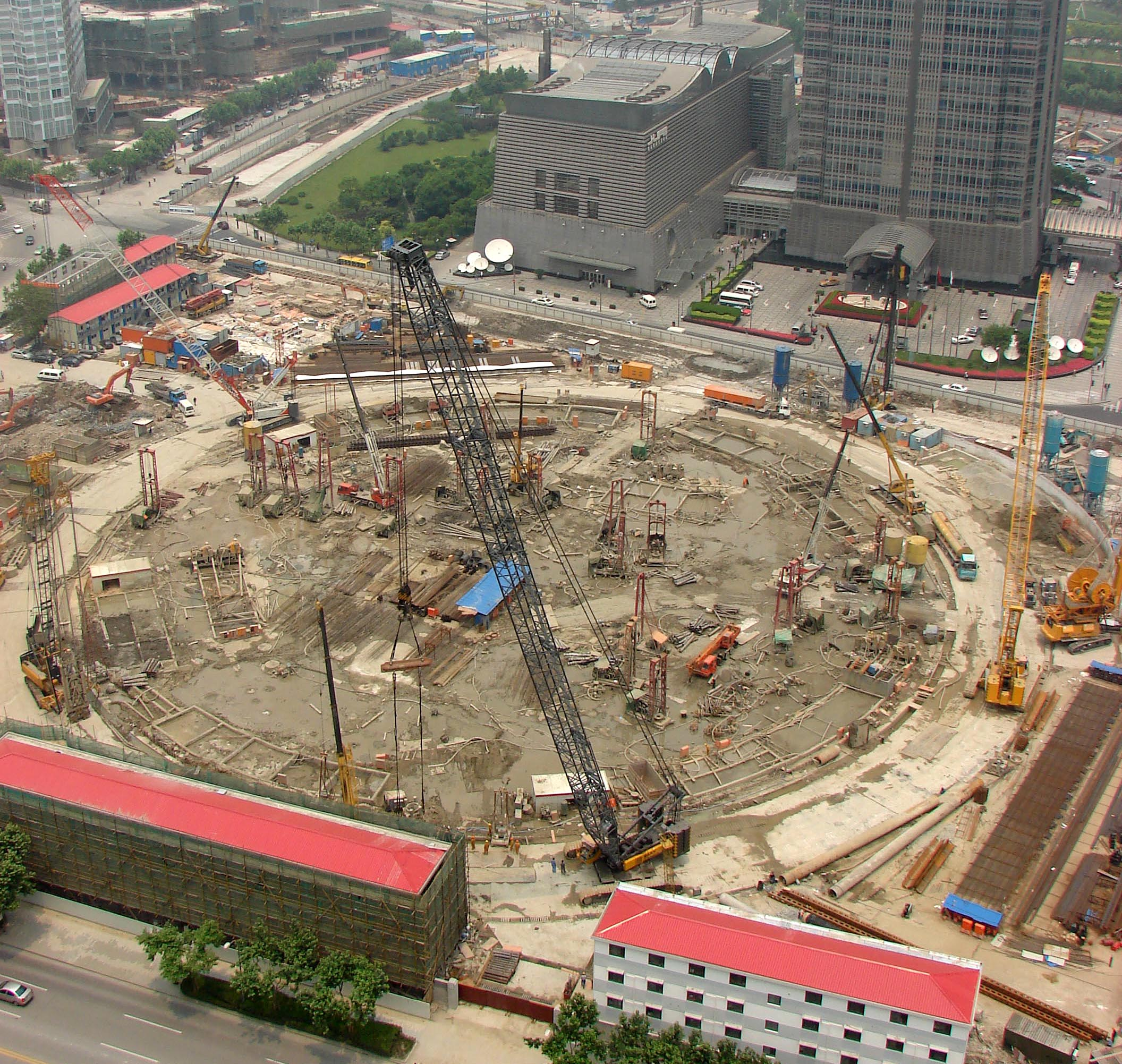
Рытьё котлована (июнь 2009)
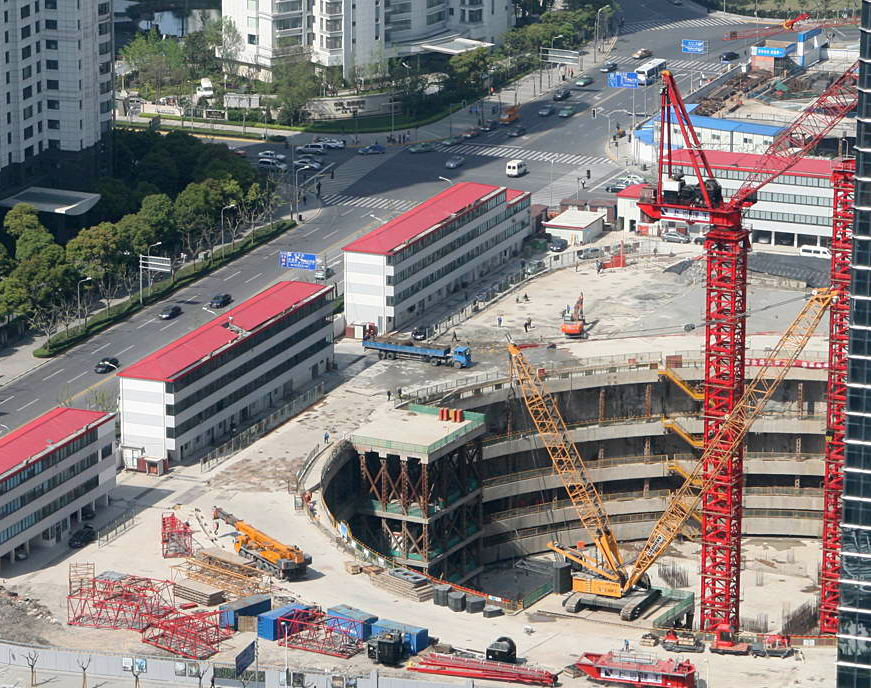
Строительство подземных этажей (апрель 2010)
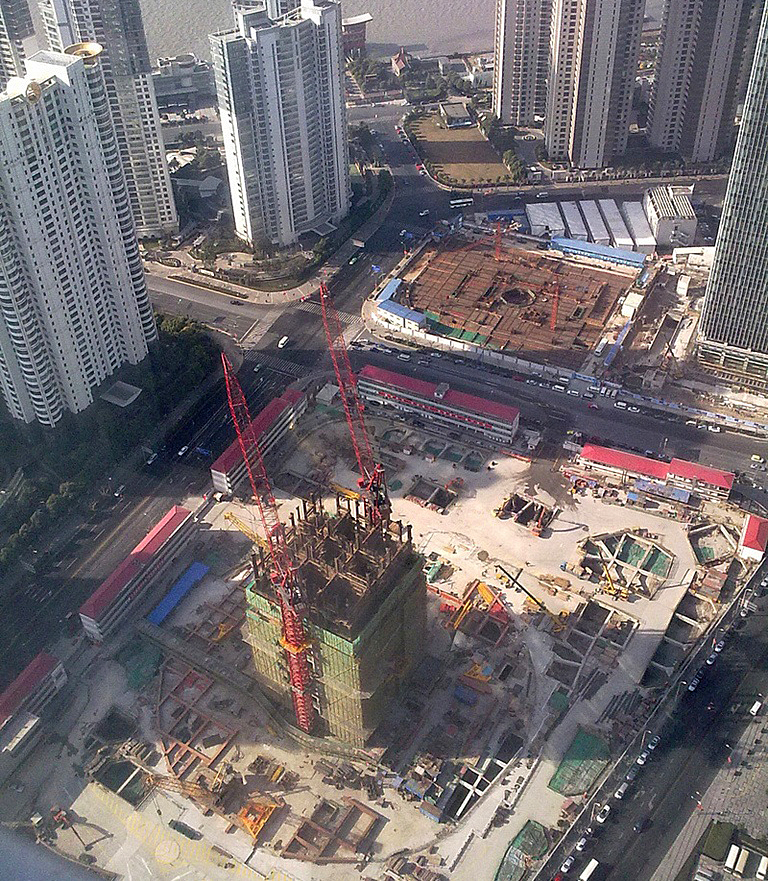
Постройка первых этажей (январь 2011)
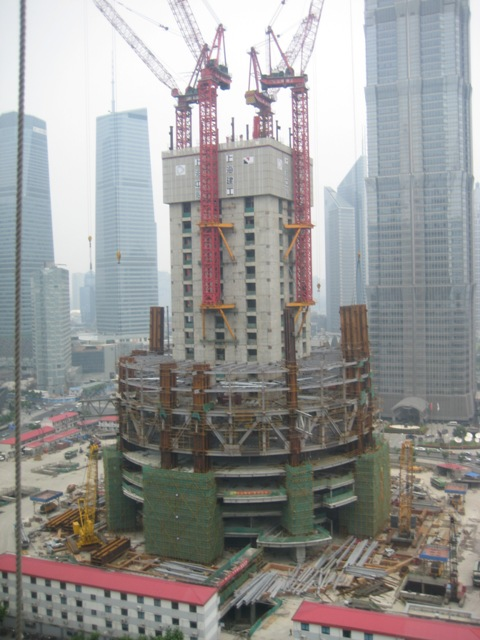
26 июня 2011
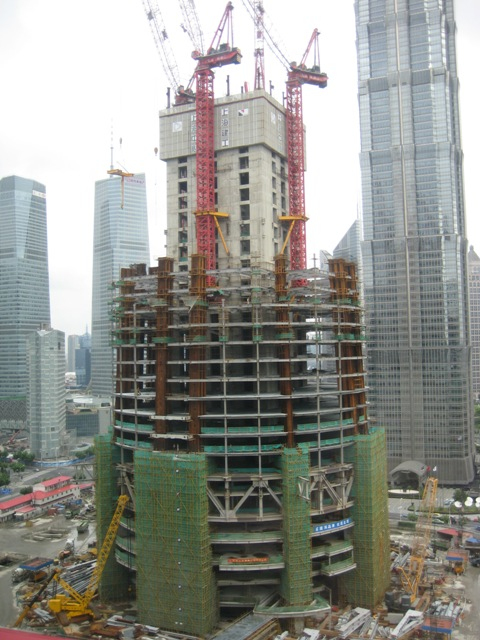
28 августа 2011
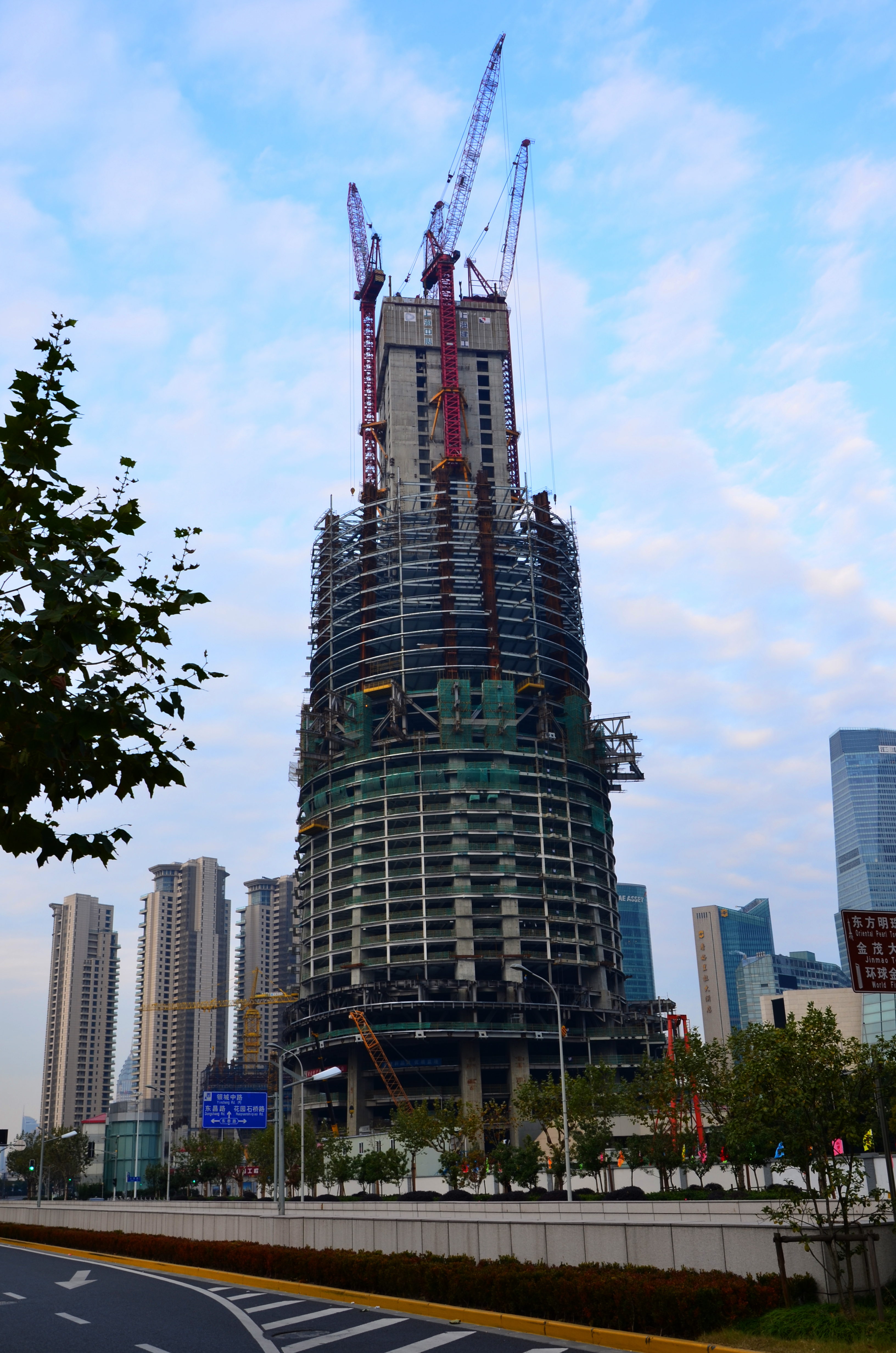
18 декабря 2011
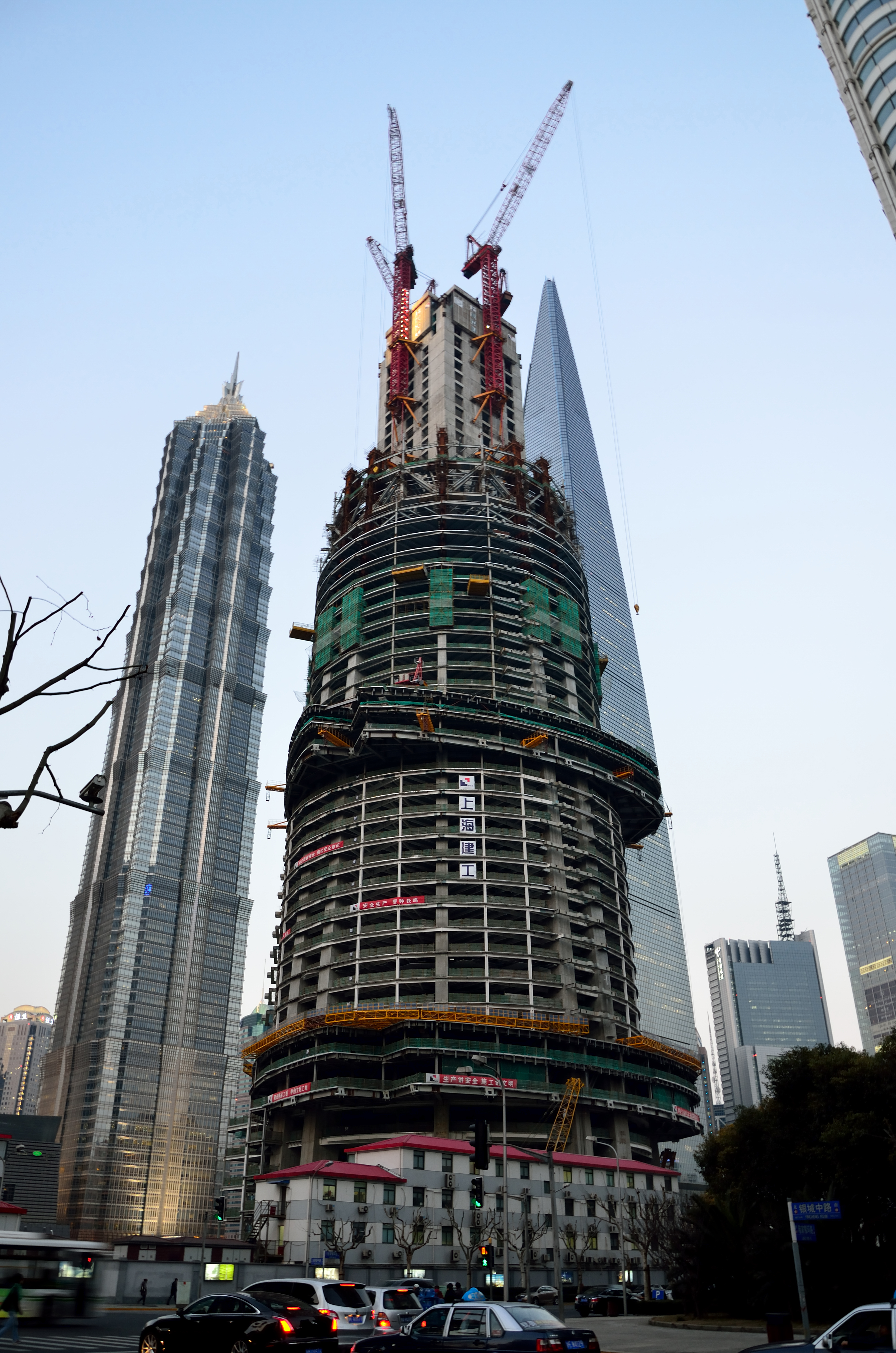
13 марта 2012
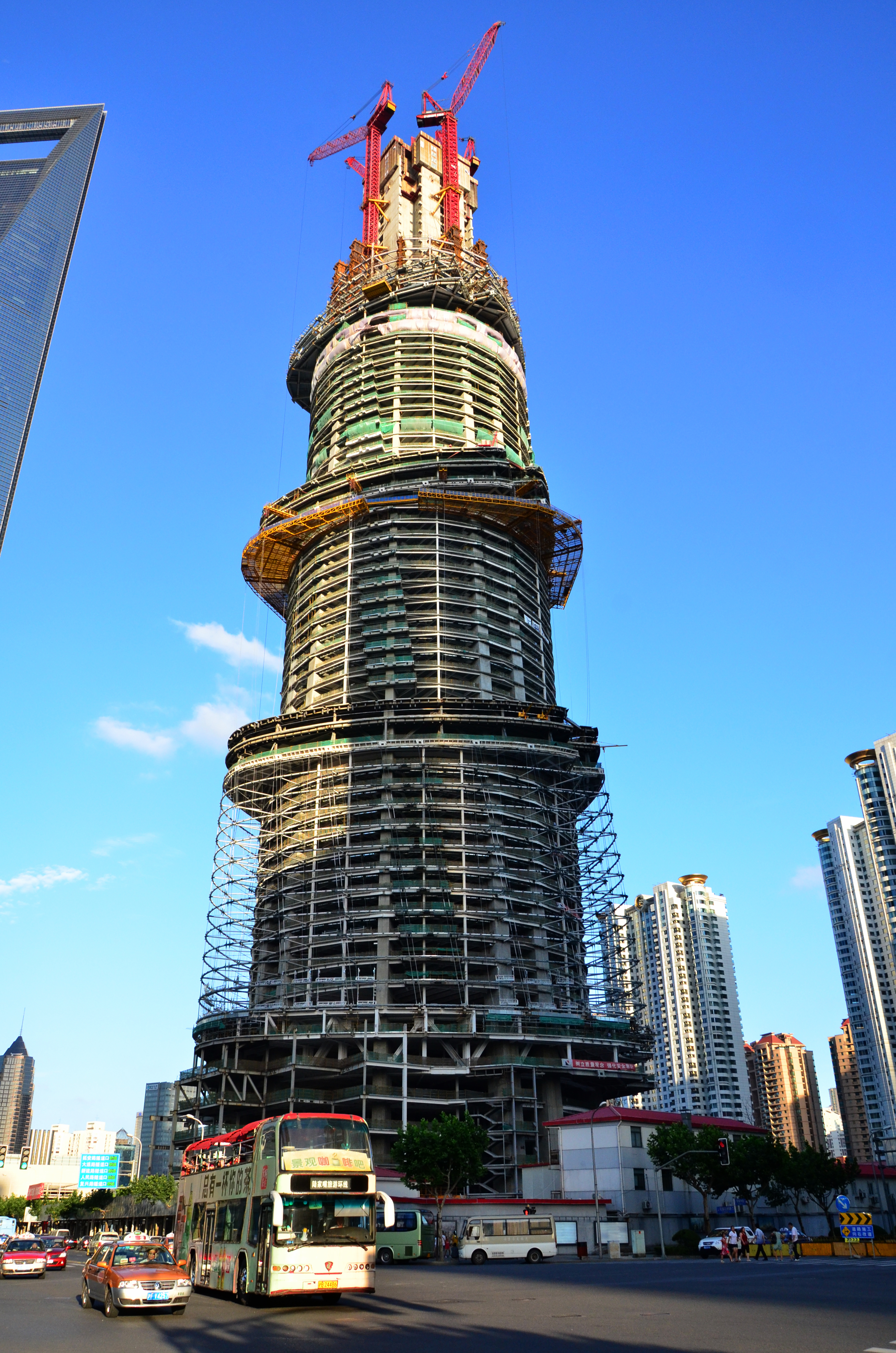
21 июля 2012
11 октября 2012
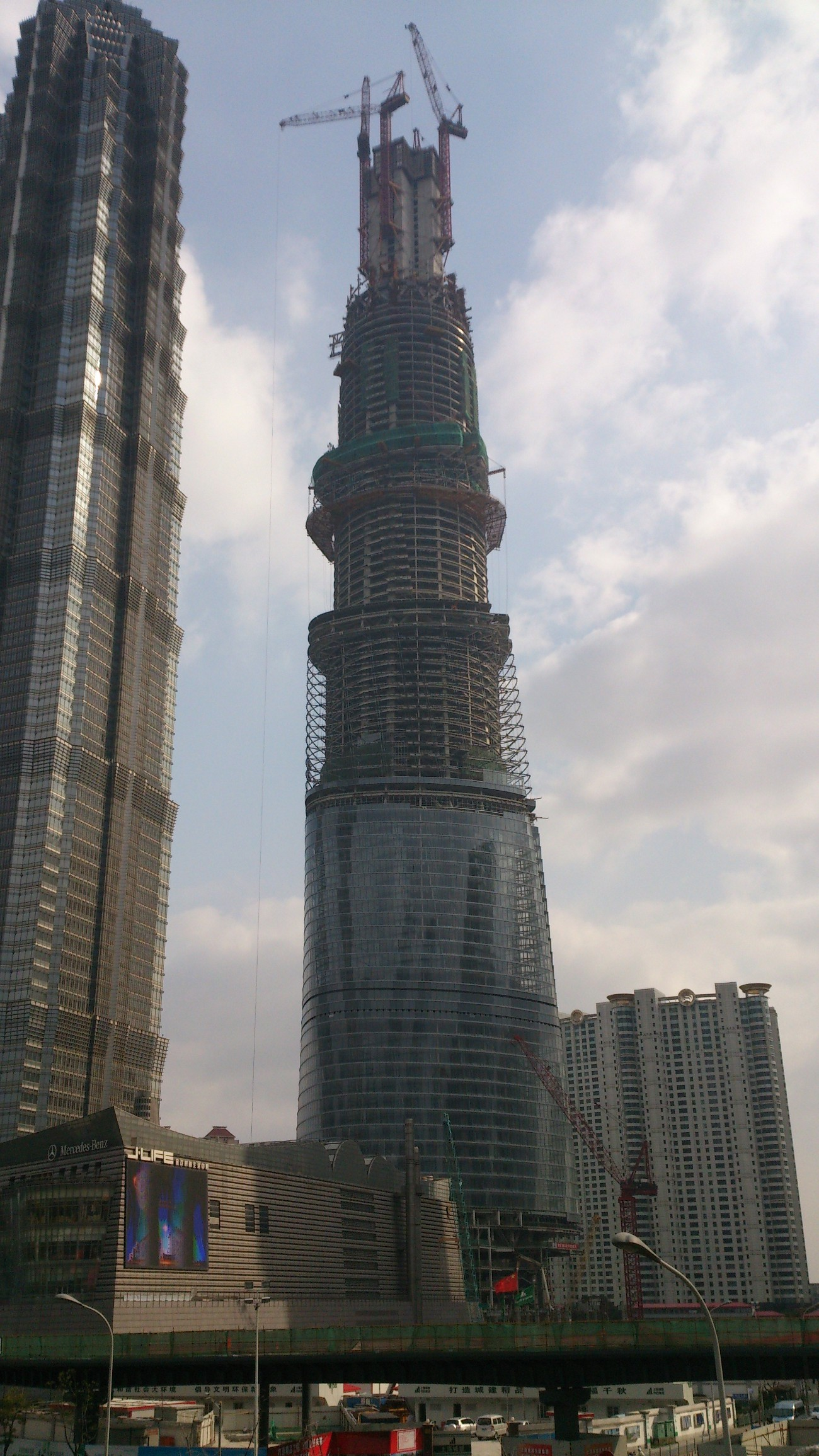
3 марта 2013
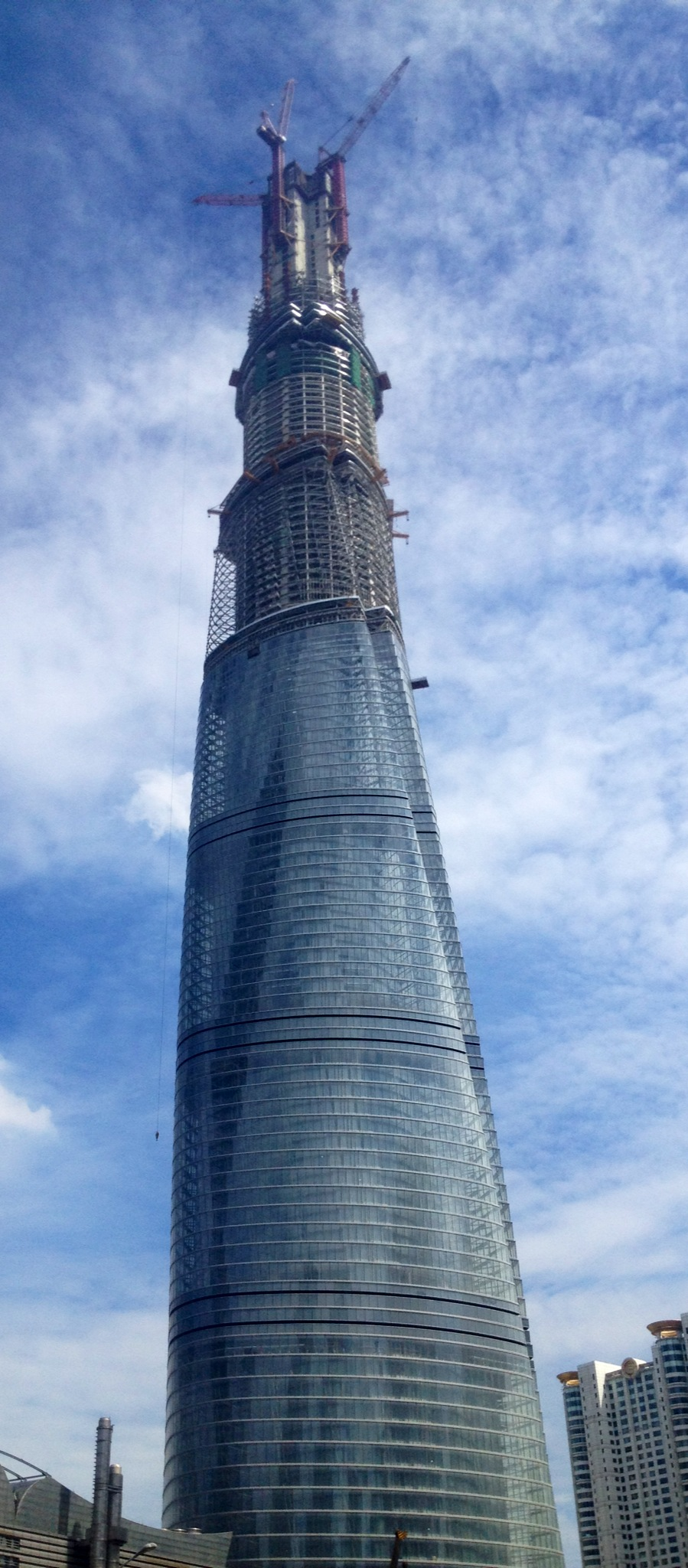
3 августа 2013
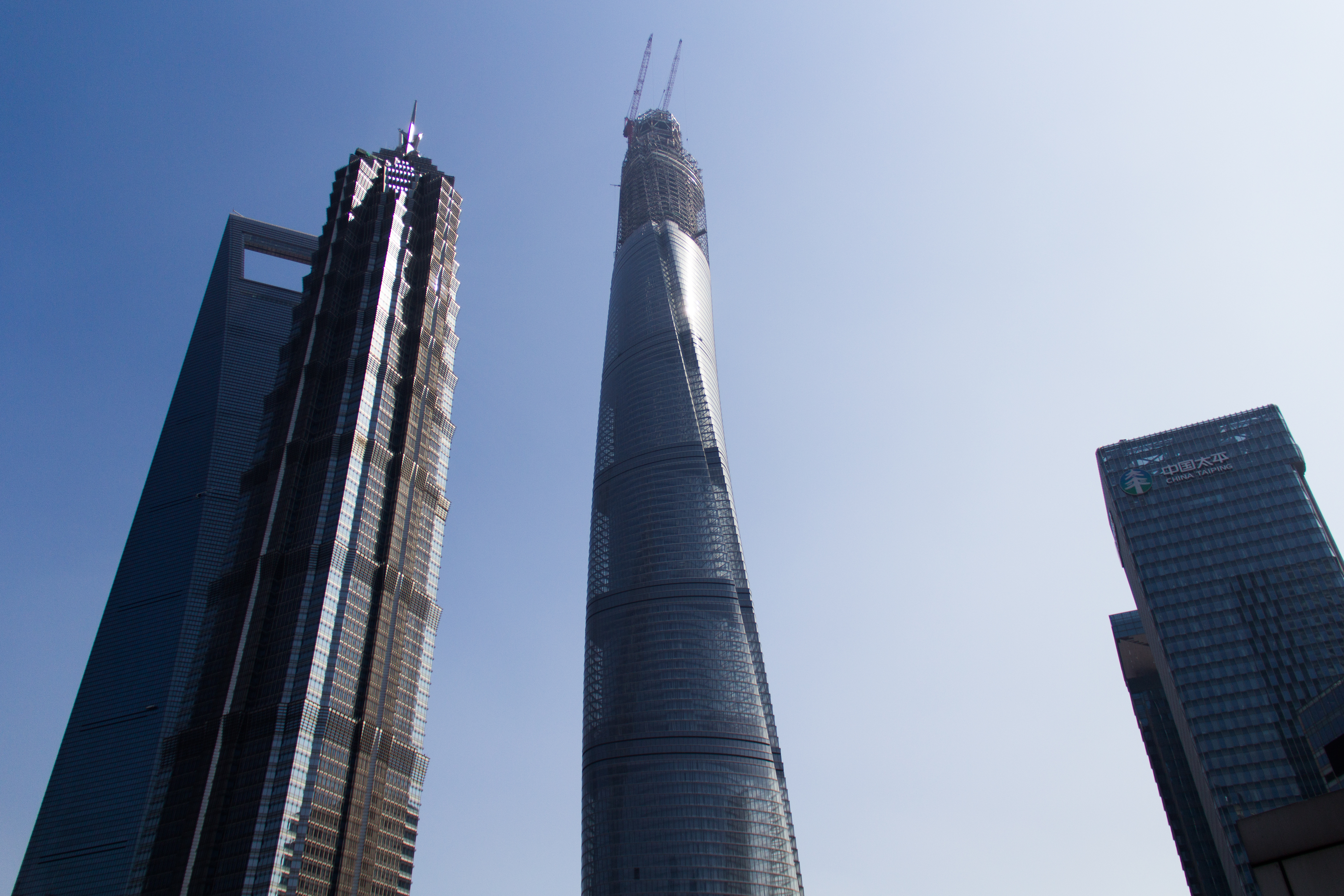
4 марта 2014
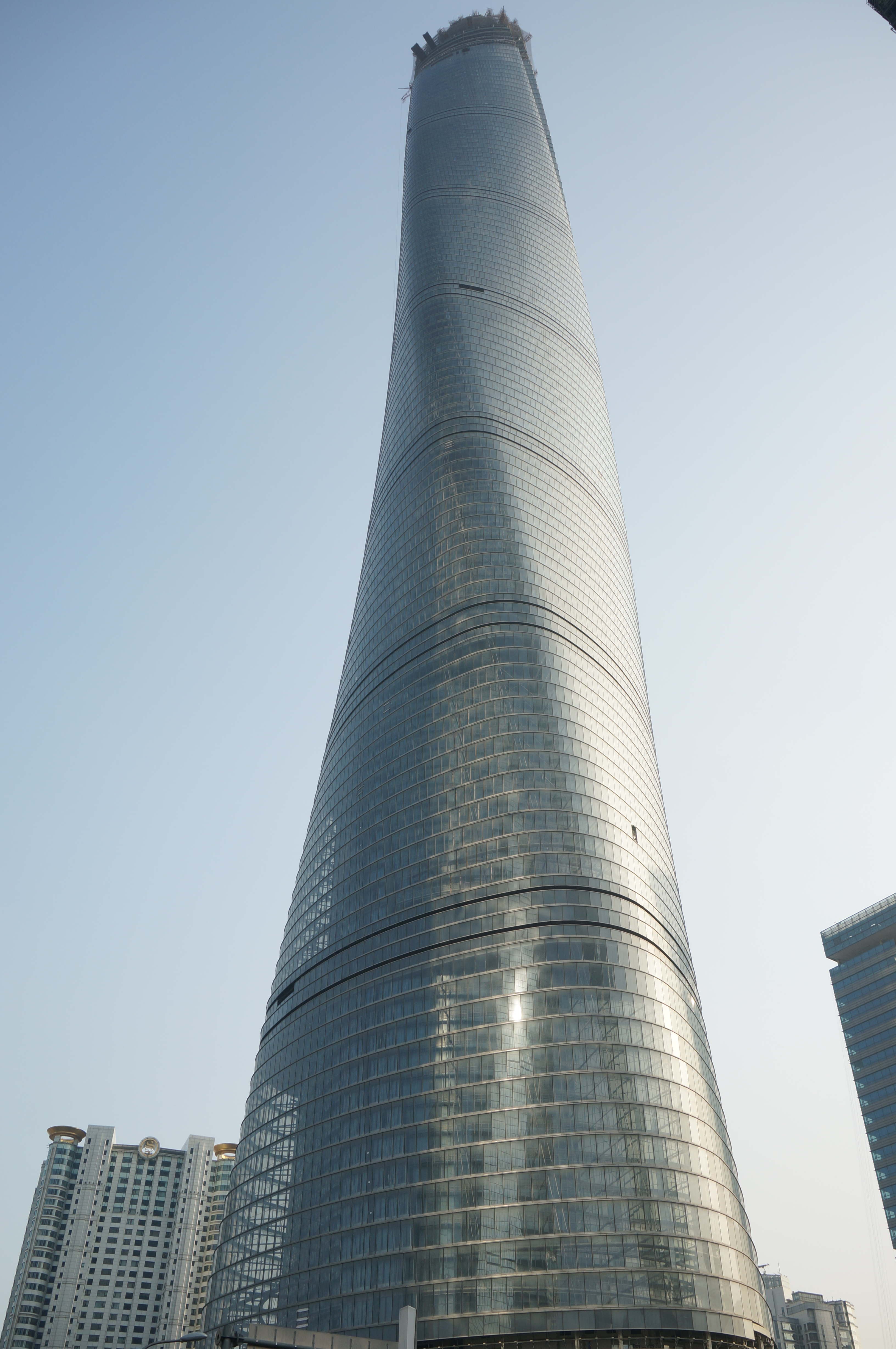
16 июля 2014
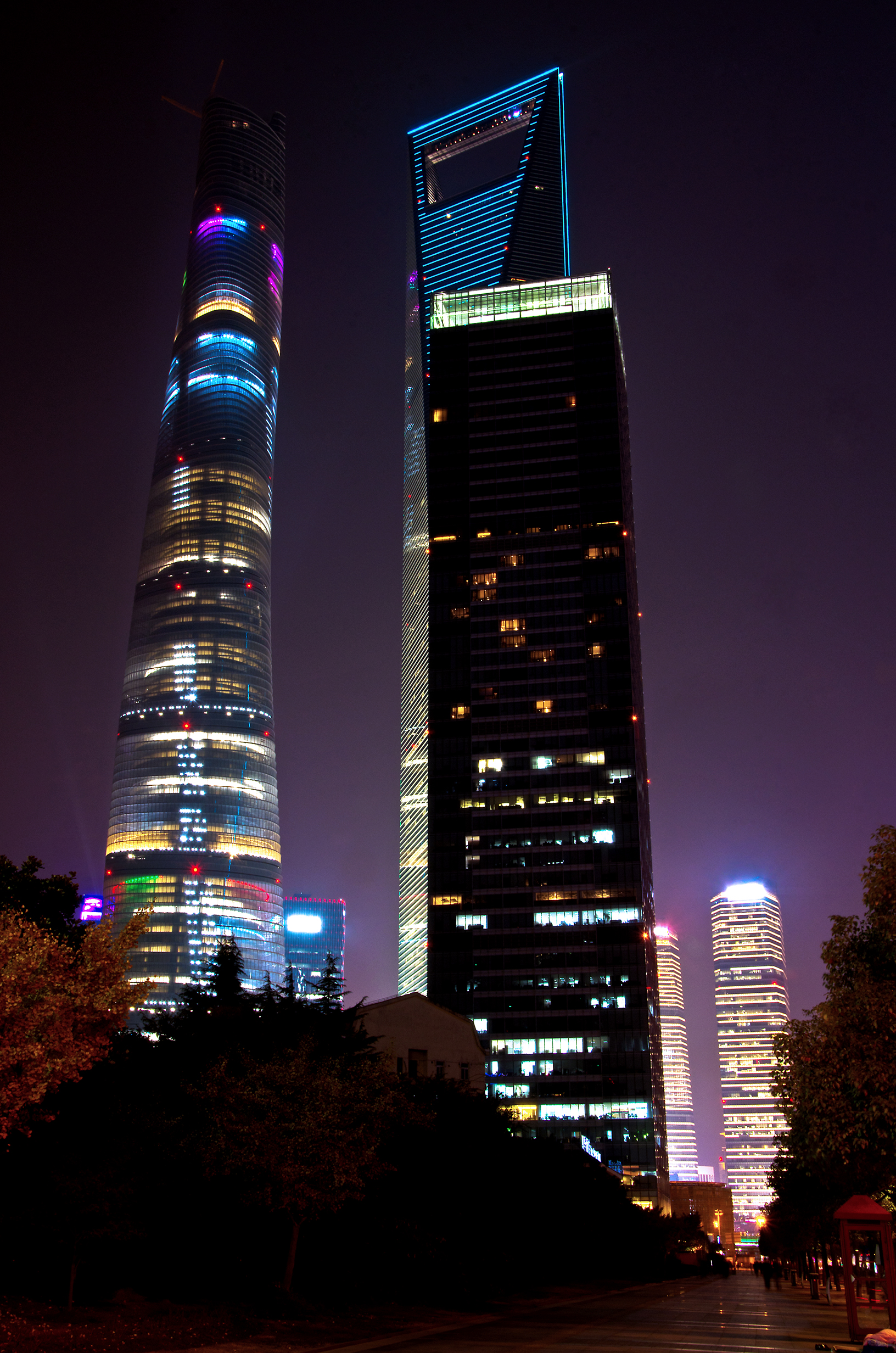
9 декабря 2014
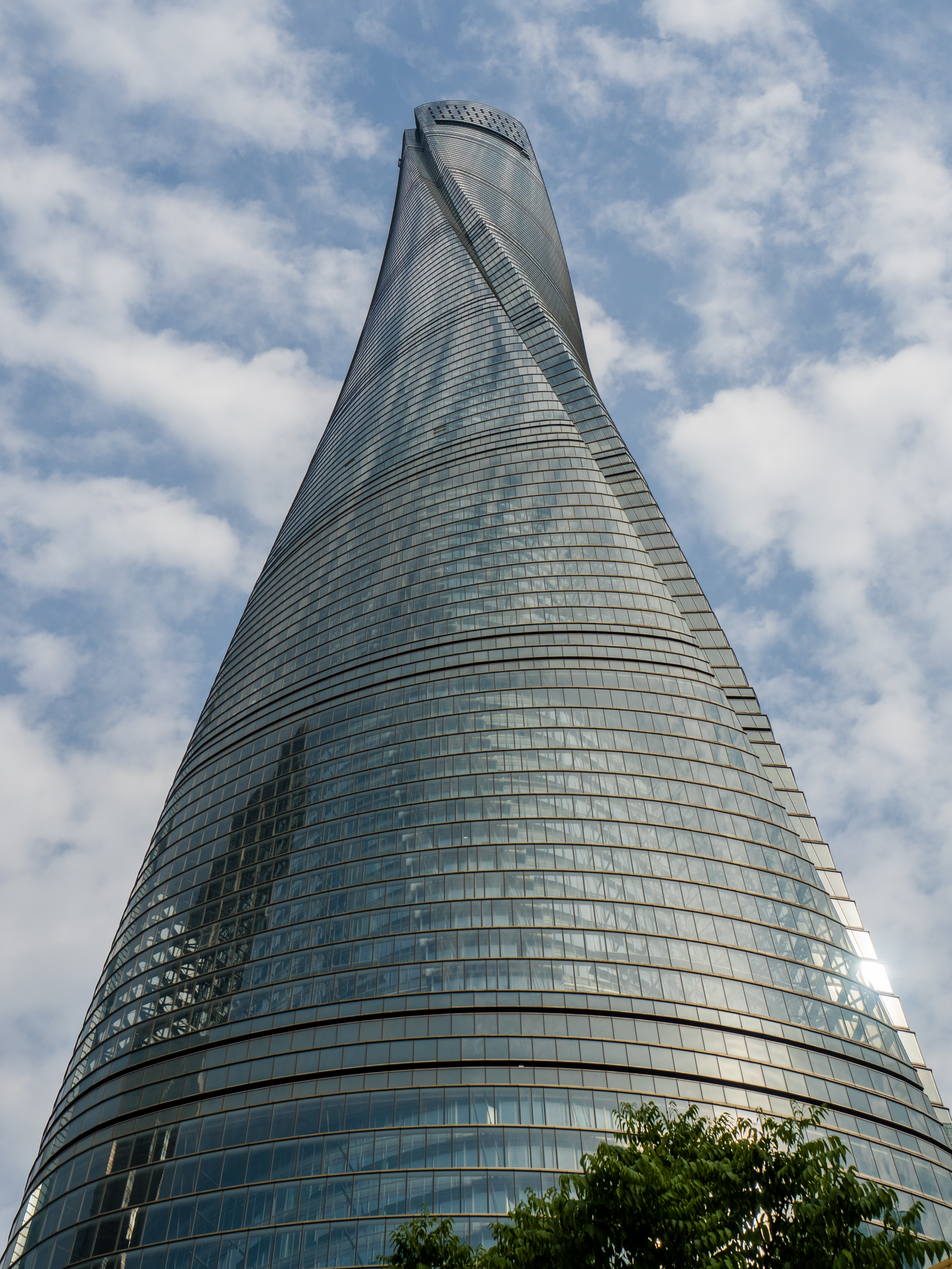
16 мая 2015